# Wiszniów
Wiszniów (prononciation : [ˈviʂɲuf]) est un village polonais de la gmina de Mircze dans le powiat de Hrubieszów de la voïvodie de Lublin dans l'est de la Pologne, à la frontière avec l'Ukraine.
Il se situe à environ 8 kilomètres au sud de Mircze (siège de la gmina), 26 kilomètres au sud de Hrubieszów (siège du powiat) et 119 kilomètres au sud-est de Lublin (capitale de la voïvodie).
Le village compte approximativement une population de 584 habitants.

## Histoire
Les premières informations sur le village datent de 1396. Le premier propriétaire était Mikołaj Mnich (1426). Le prochain propriétaire était Jan Makosiej. En 1564, le village possédait 84 ha de terres arables. En 1827, Wiszniów comptait 78 maisons et 393 habitants. À cette époque, les propriétaires étaient Świeżawscy. Le Świeżawscy a vendu le village à Seweryn Kiełczewski. Les Kiełczewskis vivaient à Wiszniów dans un manoir en bois. En 1921, il y avait 105 maisons, 622 habitants. La plupart des résidents étaient ukrainiens. Il y avait 27 Juifs. Pendant la Seconde Guerre mondiale, Wiszniów a été brûlé. De nombreuses personnes, Ukrainiens et Polonais, ont été tuées à cette époque. Probablement tous les Juifs sont morts. Les Ukrainiens ont été déplacés en Russie. Les Polonais ne sont revenus après la guerre qu'en 1947,.
De 1975 à 1998, le village est attaché administrativement à la voïvodie de Zamość.

Depuis 1999, il fait partie de la voïvodie de Lublin.
En 2013, la Fondation du souvenir a érigé un mémorial pour les 49 juifs qui, pendant la marche de la mort de Chelm et Hrubieszow vers le camp de Sokal, ont été assassinés dans le village de Malkow.

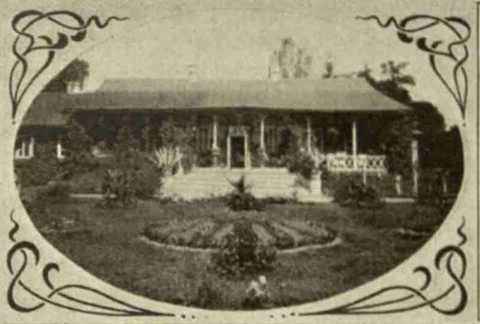
Manoir de Kiełczewski 1910
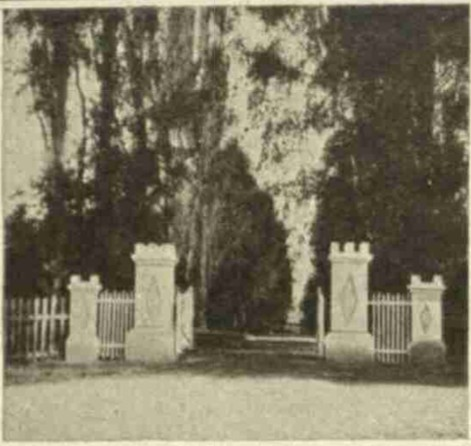
Porte du domaine 1910
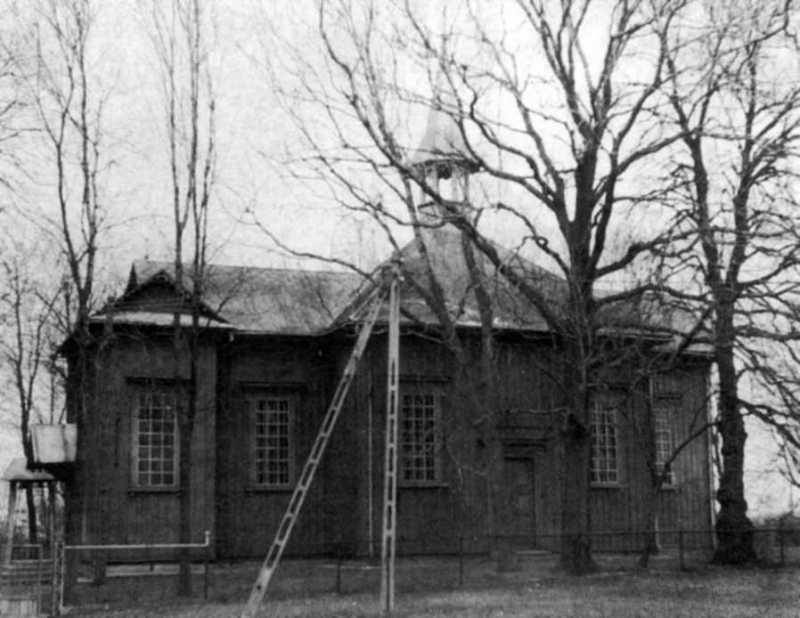
église 1980
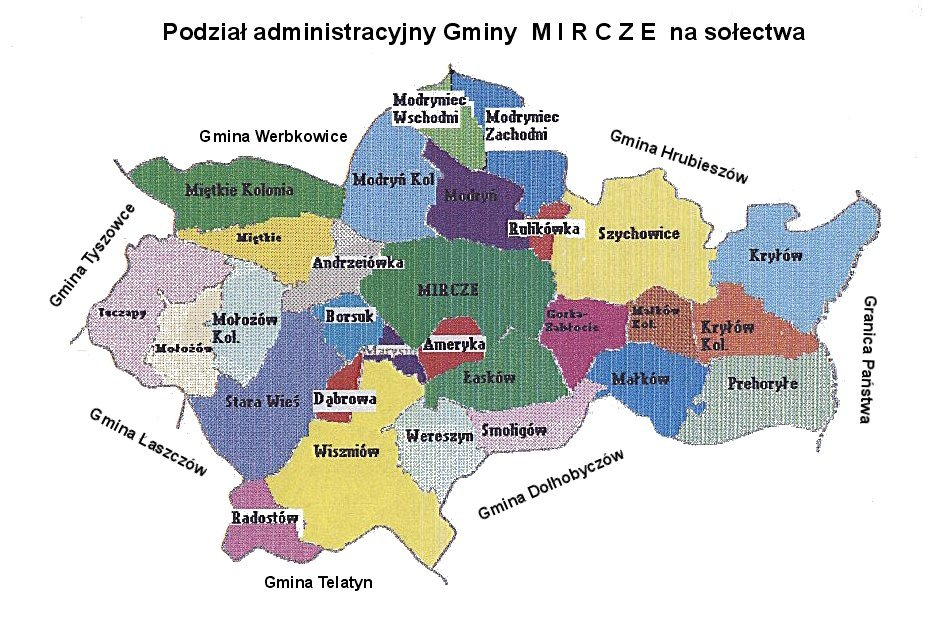
Gmina de Mircze
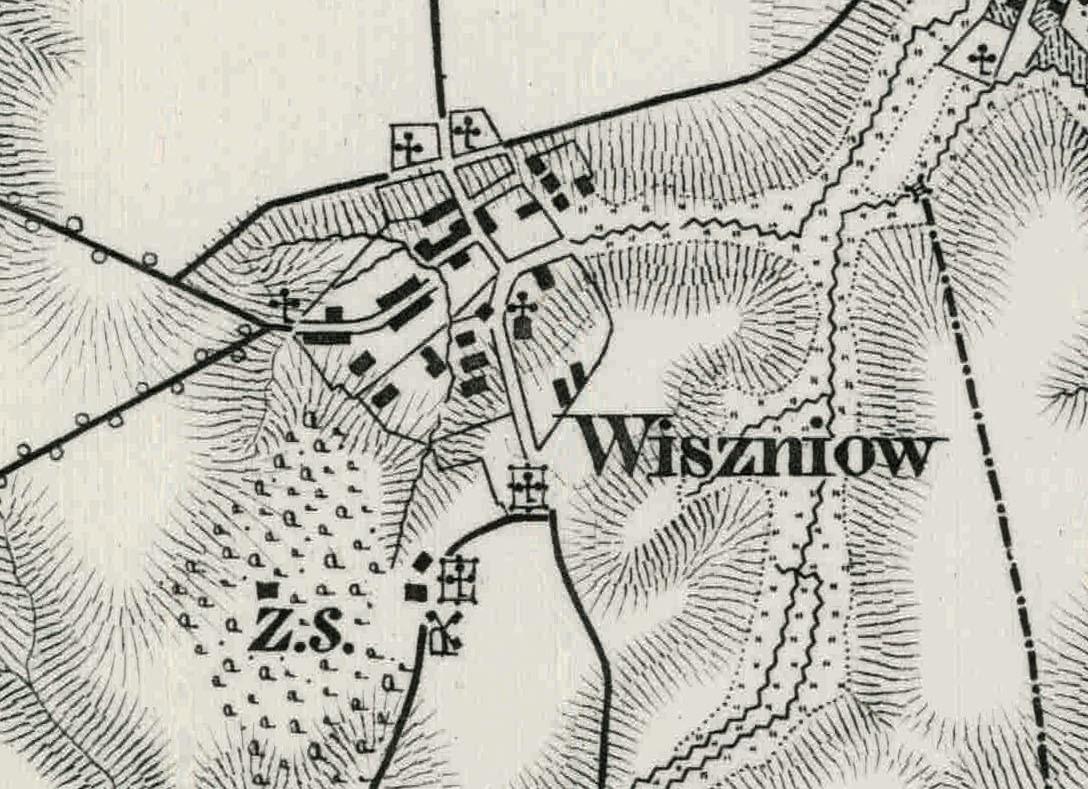
1876
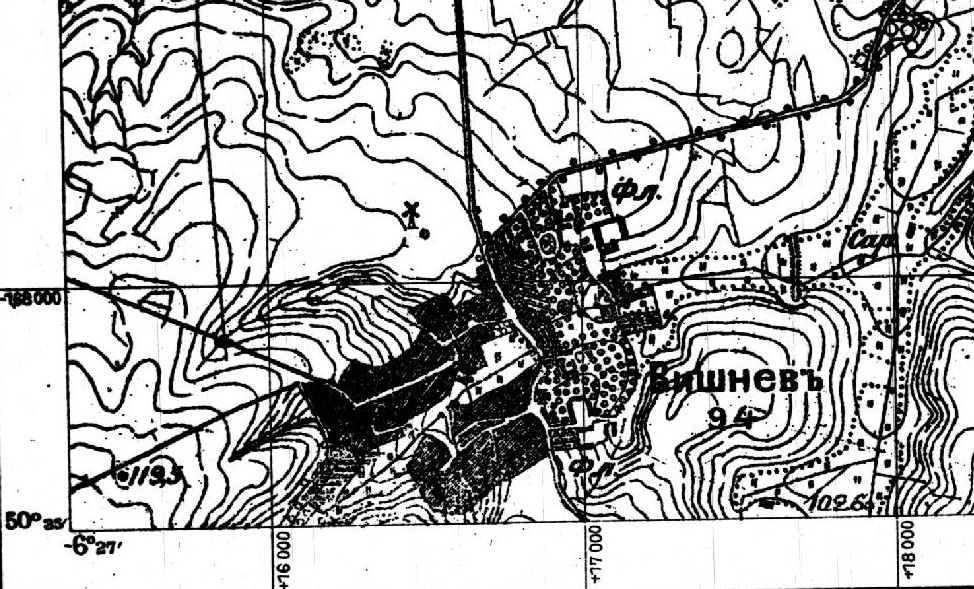
1915
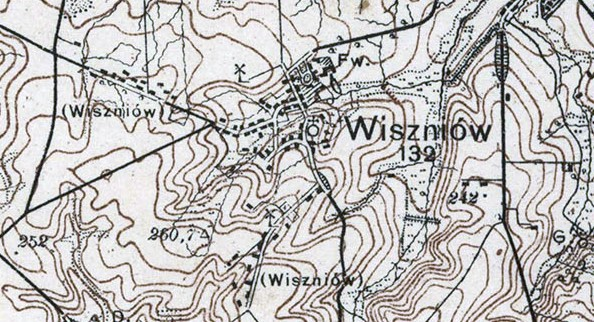
1929

## Église orthodoxe
Les premières informations sur l'église datent de 1472. En 1531, l'église était vide ("sinagoga deserta"). Une autre église a été construite en 1669, il a été financé par le roi Michał Korybut Wiśniowiecki. L'église s'appelait Décapitation du Saint. Jean. La nouvelle église a été fondée par Michał Radecki et Franciszek Świeżawski en 1780. La nouvelle église, qui existe toujours aujourd'hui, a été construite en 1850. Władysław Kiełczewski a été le fondateur de l'église. En 1922, l'église a été convertie en église catholique. La nouvelle paroisse est dédiée à Saint. Stanislaus.L'église a été reconstruite (1922, 1954, 1987). L'église est inscrite au registre des monuments,.

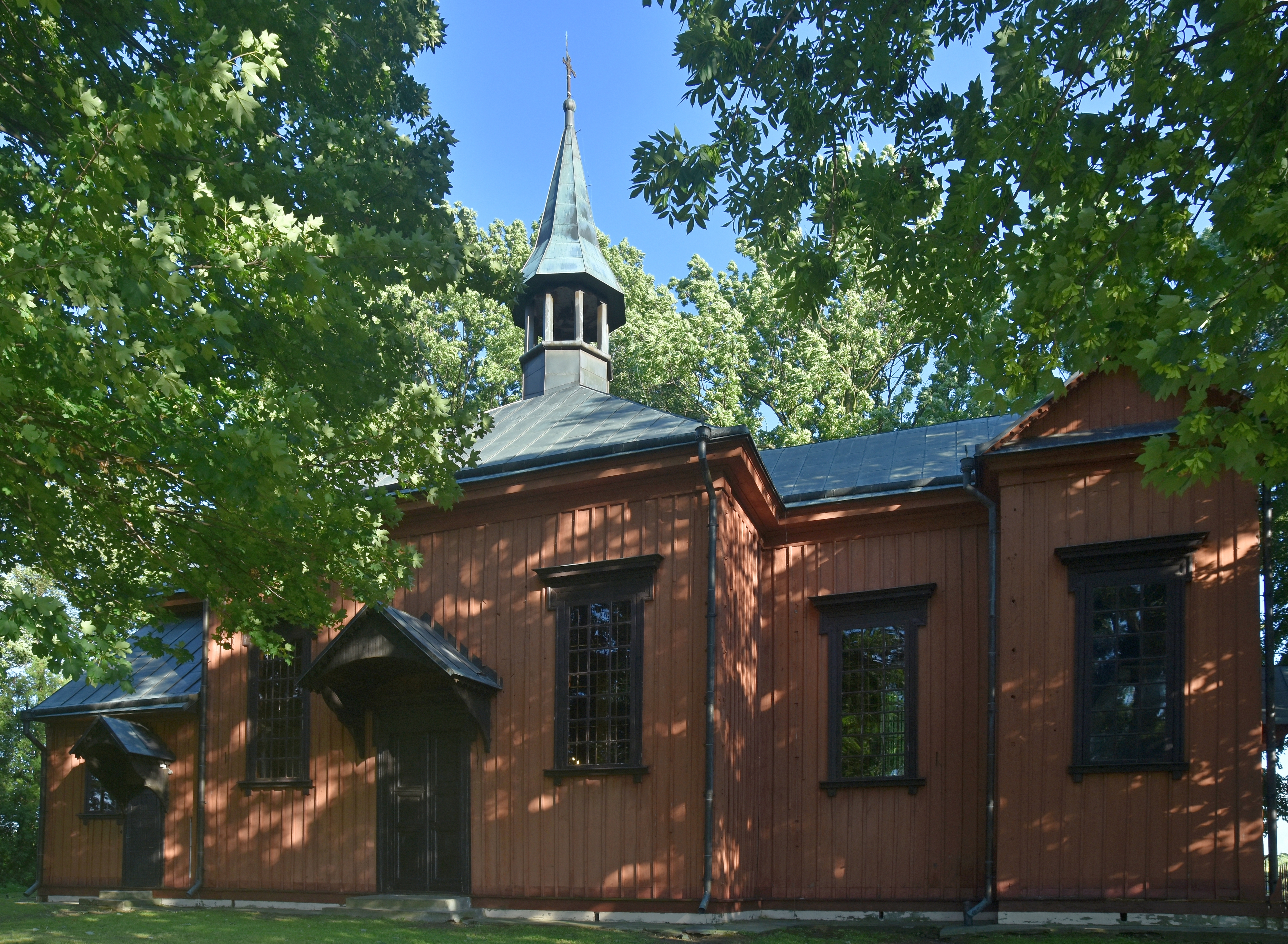
église
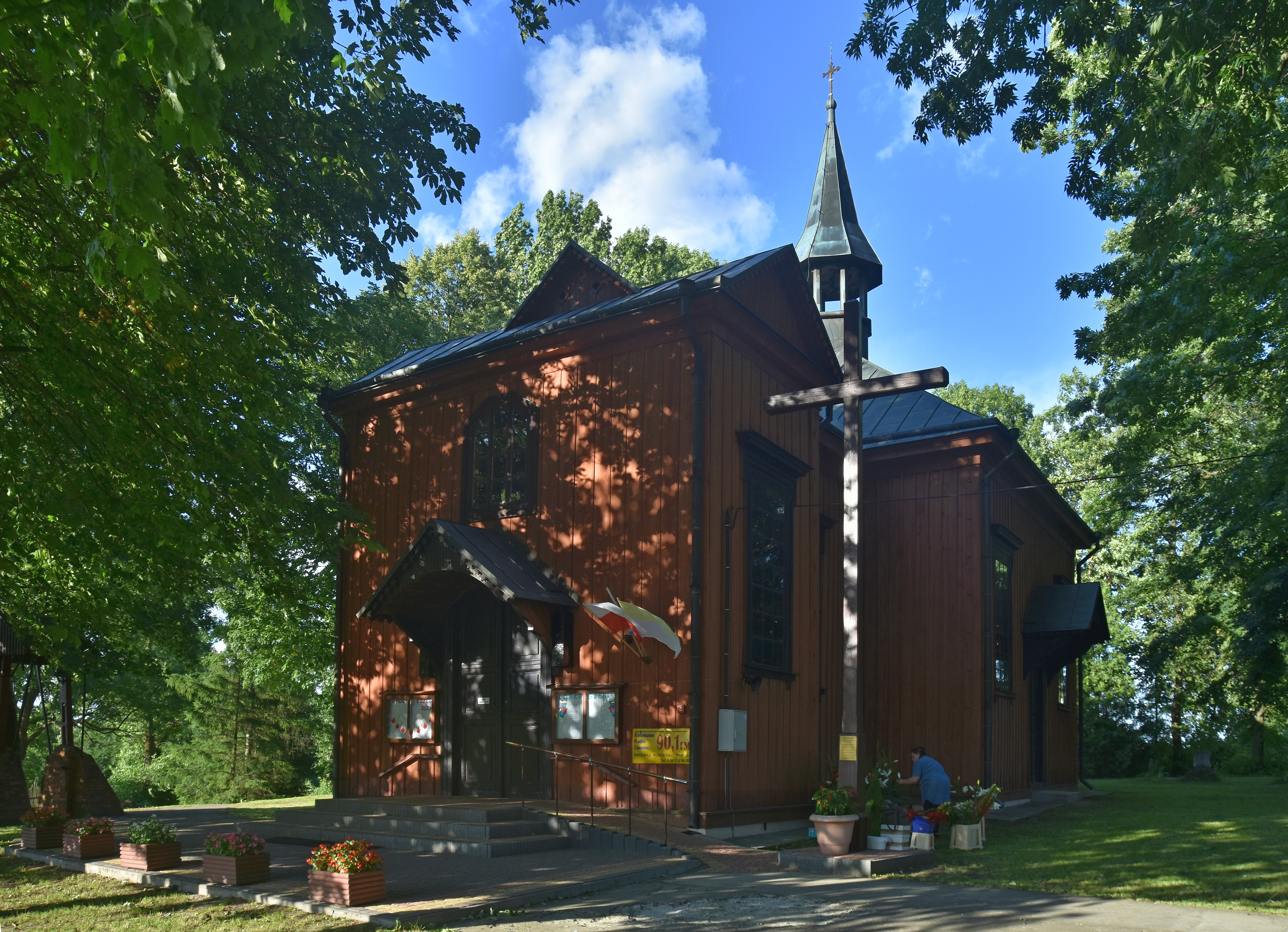
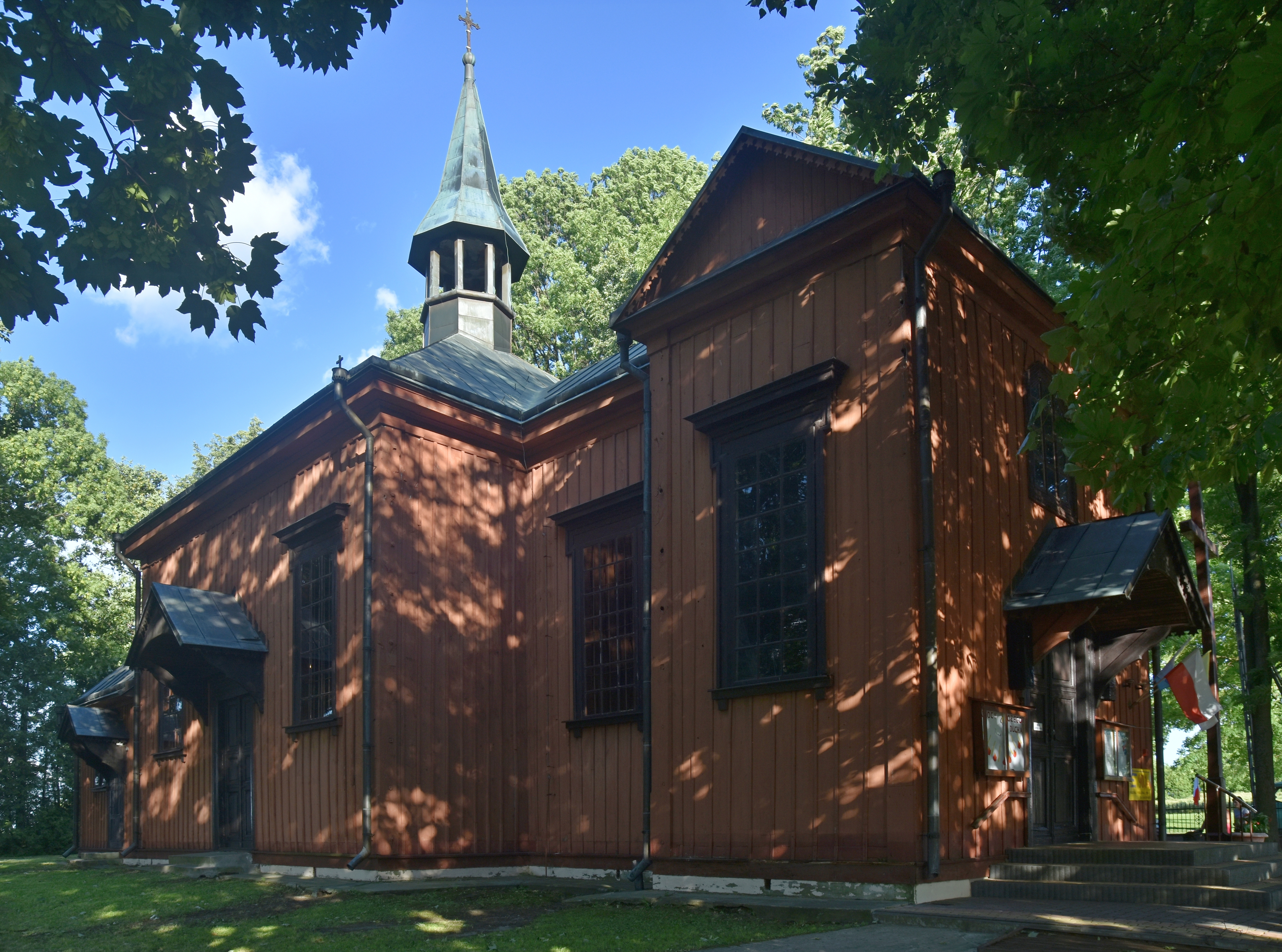
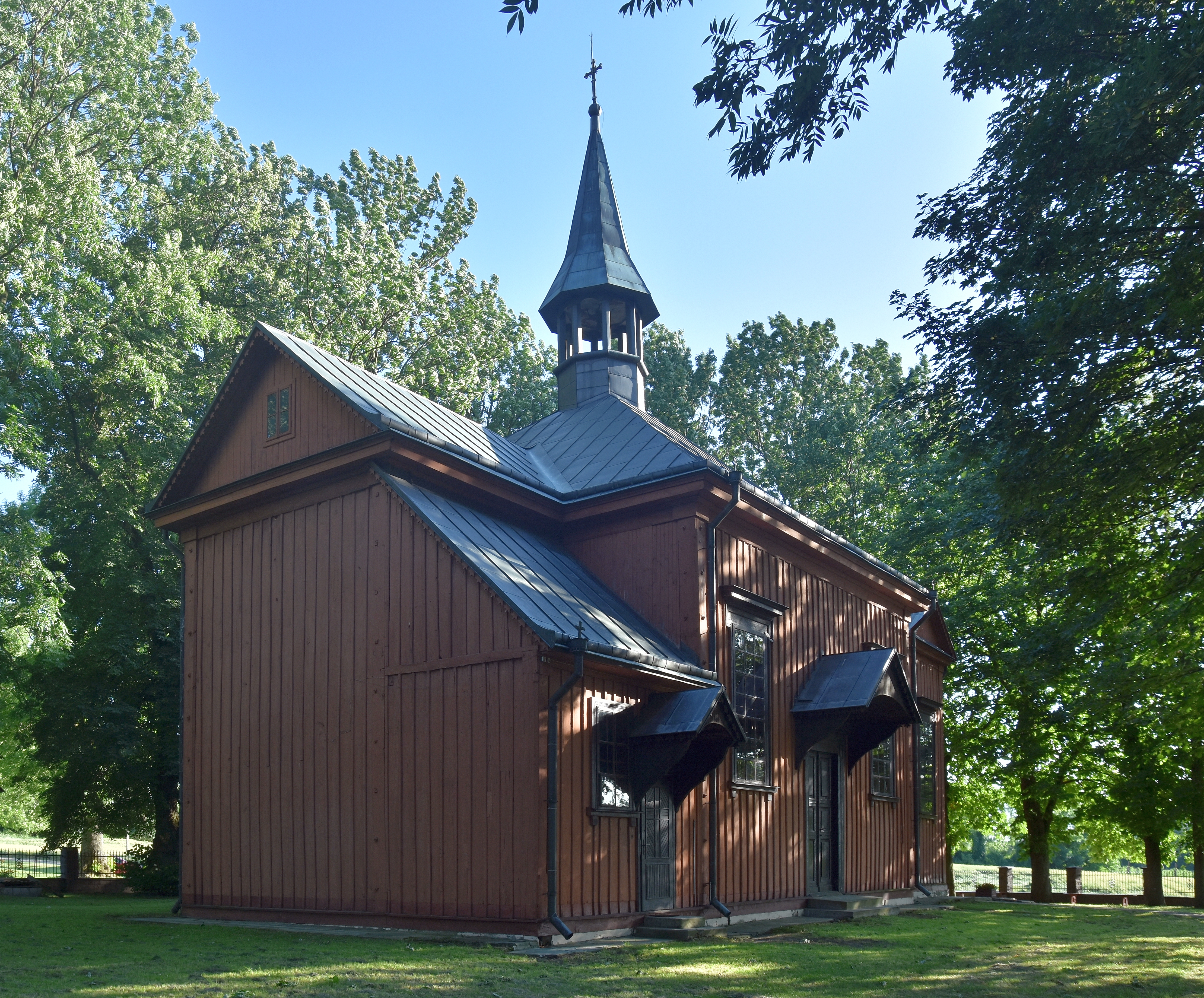
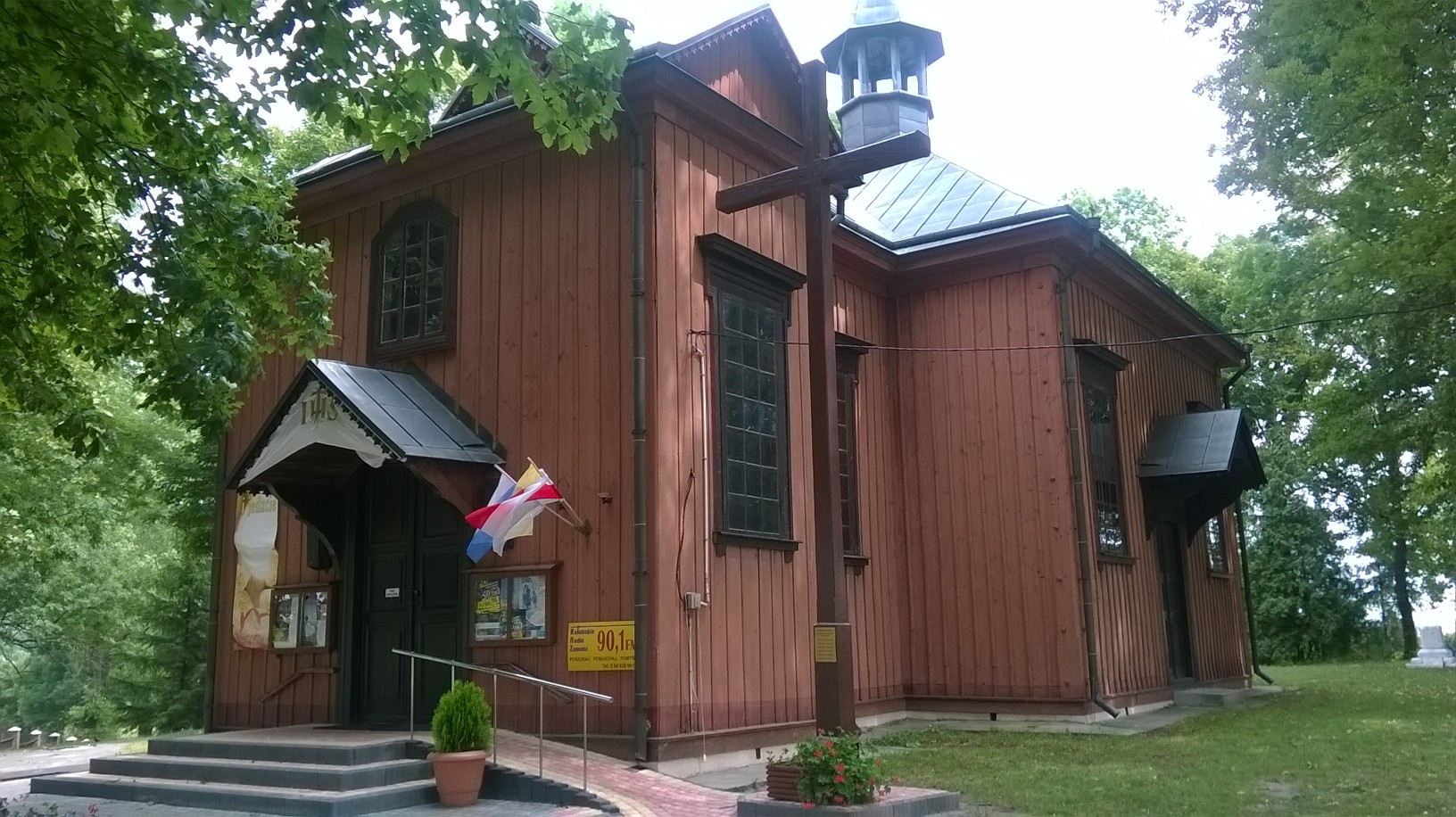
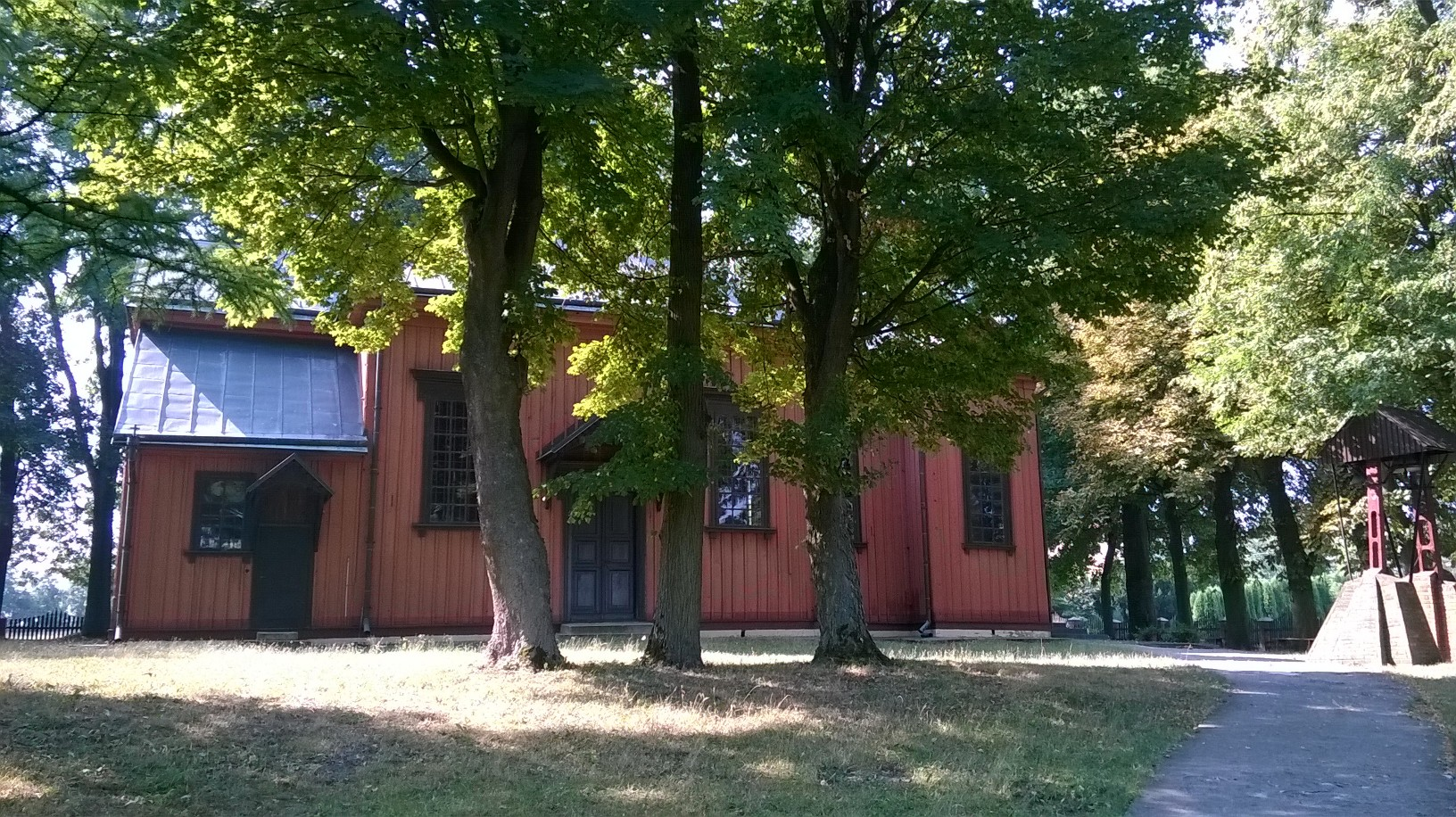
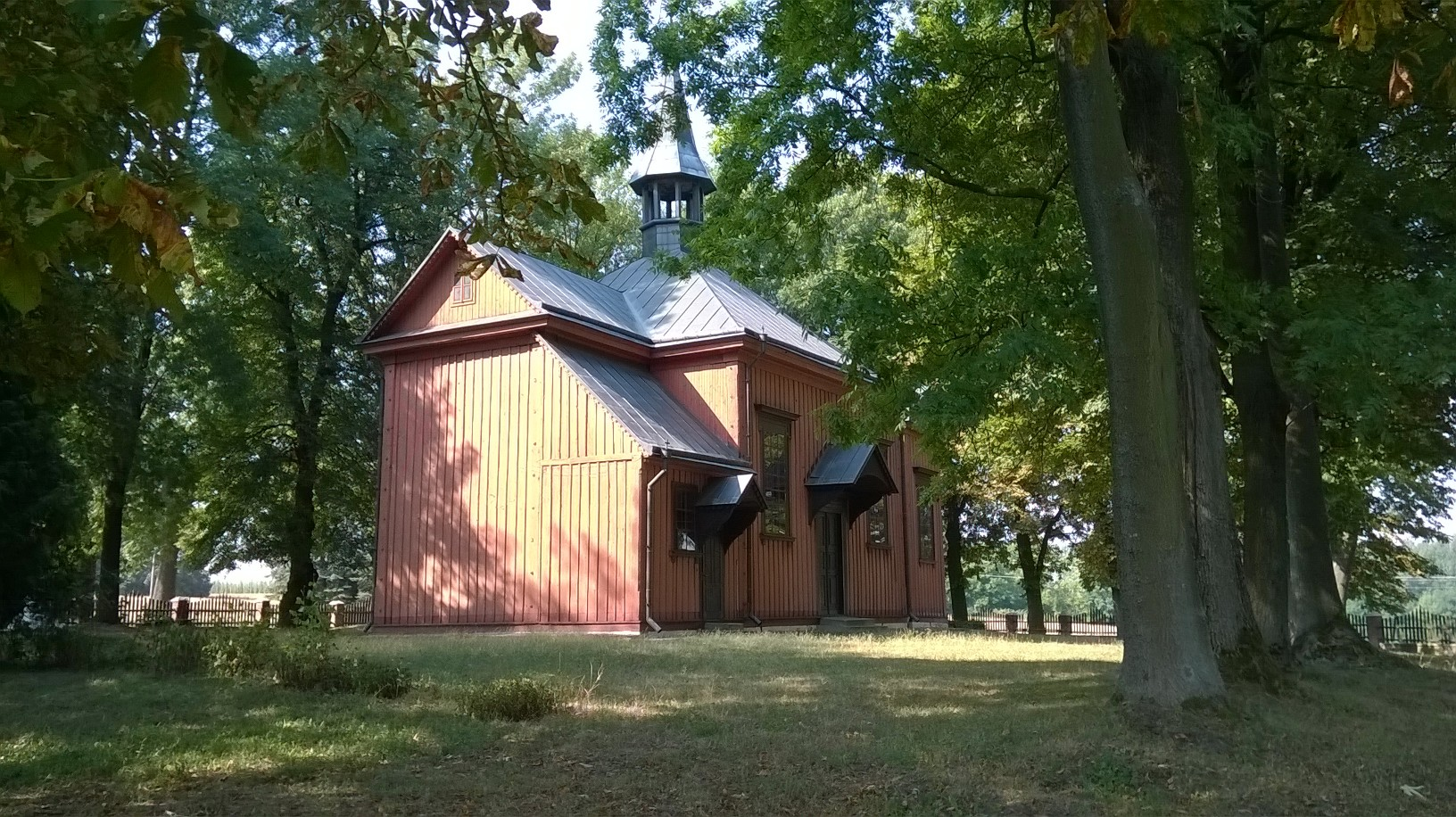
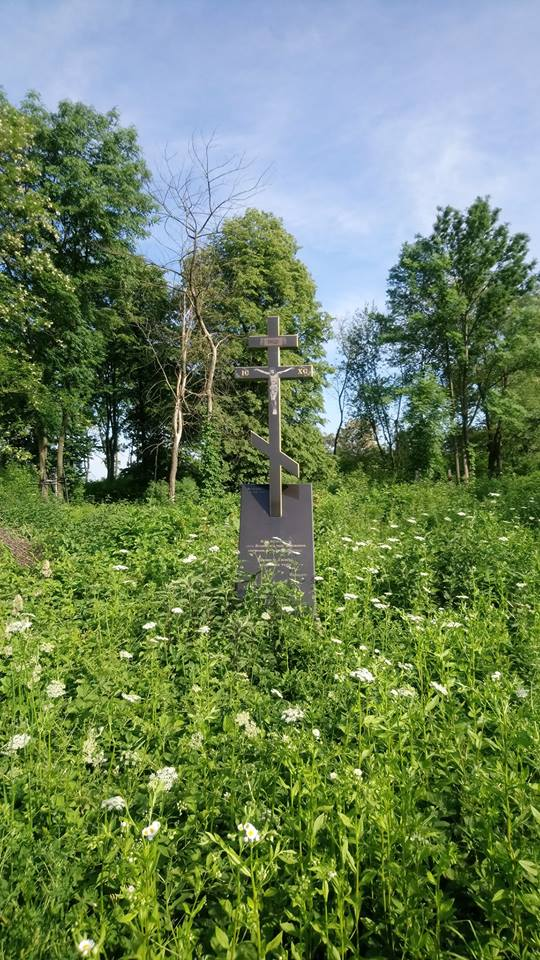
cimetière orthodoxe
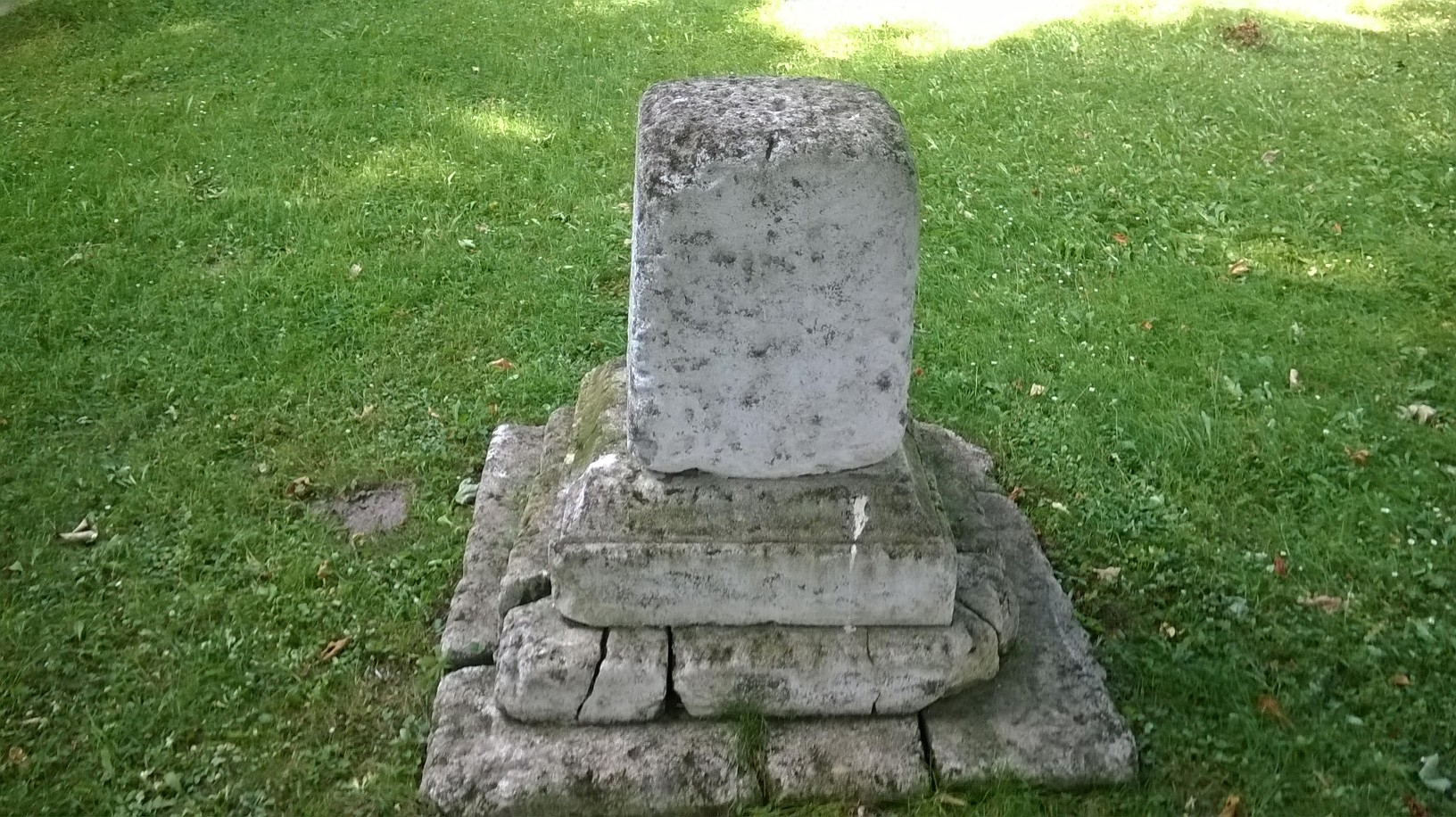